# Mistrzostwa Świata w Piłce Nożnej 1974

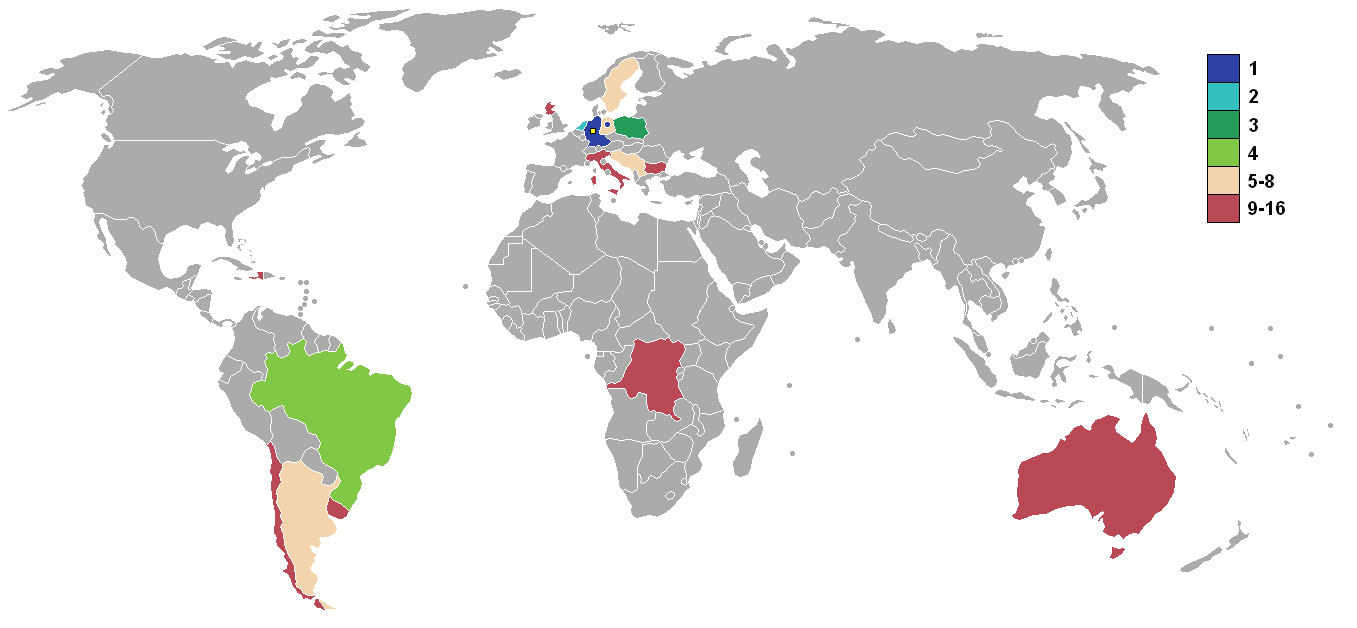
Państwa, uczestnicy Mistrzostw Świata w 1974 roku

X Mistrzostwa Świata w Piłce Nożnej odbyły się w dniach 13 czerwca – 7 lipca 1974 roku, w Niemczech Zachodnich i Berlinie Zachodnim. Pierwsze miejsce zajęła reprezentacja Niemiec Zachodnich, drugie reprezentacja Holandii, trzecie reprezentacja Polski, a na czwartym miejscu uplasowali się obrońcy trofeum z Meksyku z roku 1970, piłkarze reprezentacji Brazylii. Maskotkami turnieju w 1974 roku po raz pierwszy stały się dwie postaci chłopców o imionach Tip i Tap, ubrani byli w stroje piłkarskie reprezentacji Niemiec Zachodnich. Jeden miał na koszulce napis „WM” (od niemieckiego słowa Weltmeisterschaft, czyli mistrzostwa świata) a drugi numer 74, czyli rok rozgrywania mistrzostw.
Gra w turnieju po raz pierwszy toczyła się o Puchar Świata FIFA, gdyż Puchar Julesa Rimeta otrzymała reprezentacja Brazylii za trzykrotne wygranie Mistrzostw Świata. W turnieju zadebiutowały reprezentacje Australii, Haiti, Niemiec Wschodnich i Zairu.
Królem strzelców z 7 golami na koncie został Grzegorz Lato. Na drugim miejscu, z 5 golami uplasowali się Andrzej Szarmach oraz Holender Johan Neeskens.
16 drużyn z 96, które zakwalifikowały się do turnieju finałowego, zostały podzielone na cztery grupy. Awans z każdej grupy wywalczały dwie najlepsze drużyny. W drugiej rundzie osiem drużyn zostało rozdzielonych na dwie grupy. Zwycięzcy grup z rundy drugiej grali w finale, natomiast drużyny z drugich miejsc grały mecz o trzecie miejsce.
Według niektórych polskich źródeł były to pierwsze mistrzostwa, na których rozdano cztery komplety medali: złote, srebrne pozłacane, srebrne i brązowe, informacja ta jednak nie jest potwierdzana przez FIFA.

## Stadiony
- Berlin Zachodni, Olympiastadion
- Dortmund, Westfalenstadion
- Düsseldorf, Rheinstadion
- Frankfurt nad Menem, Waldstadion
- Gelsenkirchen, Parkstadion
- Hamburg, Volksparkstadion
- Hanower, Niedersachsenstadion
- Monachium, Olympiastadion
- Stuttgart, Neckarstadion

## Kwalifikacje
Kwalifikacje Polski do turnieju finałowego w RFN, a szczególnie mecze z Anglią, przeszły do historii polskiej piłki. W Chorzowie drużyna trenowana przez Kazimierza Górskiego pokonała Anglię 2:0. W rewanżu 17 października 1973 roku Polacy zremisowali 1:1. Gola dla Polski zdobył Jan Domarski. Anglicy strzelili tylko jedną bramkę, gdyż dobrze dysponowana była obrona oraz skutecznie bronił Jan Tomaszewski. Po tym meczu gazety pisały: „Tomaszewski zatrzymał Anglię”.

## Runda eliminacyjna

### Grupa A
| Na Mistrzostwach Świata w piłce nożnej w latach 1930–1990 za zwycięstwo przyznawano 2 punkty, za remis 1 punkt, za porażkę punktów nie przyznawano |

| Zespół    | M | W | R | P | Br+ | Br− | +/− | Pkt |
| --------- | - | - | - | - | --- | --- | --- | --- |
| NRD       | 3 | 2 | 1 | 0 | 4   | 1   | +3  | 5   |
| RFN       | 3 | 2 | 0 | 1 | 4   | 1   | +3  | 4   |
| Chile     | 3 | 0 | 2 | 1 | 1   | 2   | -1  | 2   |
| Australia | 3 | 0 | 1 | 2 | 0   | 5   | -5  | 1   |

| 14 czerwca 1974 16:00 CEST | RFN · Breitner 18' | 1−0(1−0)raport | Chile | Stadion Olimpijski, Berlin Zachodni Widzów: 83 168 Sędzia: Dogan Babacan (Turcja) |
|                            |                    |                |       |                                                                                   |

| 14 czerwca 1974 19:30 CEST | NRD · Curran 58' (Sam) · Streich 72' | 2−0(0−0)raport | Australia | Volksparkstadion, Hamburg Widzów: 10 000 Sędzia: Youssou N’Diaye (Senegal) |
|                            |                                      |                |           |                                                                            |

| 18 czerwca 1974 16:00 CEST | Australia | 0−3(0−2)raport | RFN · Overath 12' · Cullmann 34' · Müller 53' | Volksparkstadion, Hamburg Widzów: 35 000 Sędzia: Mahmoud Mustafa Kamel (Egipt) |
|                            |           |                |                                               |                                                                                |

| 18 czerwca 1974 19:30 CEST | Chile · Ahumada 69' | 1−1(0−0)raport | NRD · Hoffmann 55' | Stadion Olimpijski, Berlin Zachodni Widzów: 20 000 Sędzia: Aurelio Angonese (Włochy) |
|                            |                     |                |                    |                                                                                      |

| 22 czerwca 1974 16:00 CEST | Australia | 0−0(0−0)raport | Chile | Stadion Olimpijski, Berlin Zachodni Widzów: 14 681 Sędzia: Jafar Namdar (Iran) |
|                            |           |                |       |                                                                                |

| 22 czerwca 1974 19:30 CEST | NRD · Sparwasser 77' | 1−0(0−0)raport | RFN | Volksparkstadion, Hamburg Widzów: 60 350 Sędzia: Ramon Barreto (Urugwaj) |
|                            |                      |                |     |                                                                          |

### Grupa B
| Zespół     | M | W | R | P | Br+ | Br− | +/− | Pkt |
| ---------- | - | - | - | - | --- | --- | --- | --- |
| Jugosławia | 3 | 1 | 2 | 0 | 10  | 1   | +9  | 4   |
| Brazylia   | 3 | 1 | 2 | 0 | 3   | 0   | +3  | 4   |
| Szkocja    | 3 | 1 | 2 | 0 | 3   | 1   | +2  | 4   |
| Zair       | 3 | 0 | 0 | 3 | 0   | 14  | -14 | 0   |

| 13 czerwca 1974 17:00 CEST | Brazylia | 0−0raport | Jugosławia | Waldstadion, Frankfurt nad Menem Widzów: 62 000 Sędzia: Rudolf Scheurer (Szwajcaria) |
|                            |          |           |            |                                                                                      |

| 14 czerwca 1974 19:30 CEST | Zair | 0−2(0−2)raport | Szkocja · Lorimer 26' · Jordan 34' | Westfalenstadion, Dortmund Widzów: 25 000 Sędzia: Gerhard Schulenburg (RFN) |
|                            |      |                |                                    |                                                                             |

| 18 czerwca 1974 19:30 CEST | Jugosławia · Bajević 8' 30' 81' · Džajić 14' · Šurjak 18' · Katalinski 22' · Bogićević 35' · Oblak 61' · Petković 65' | 9−0(6−0)raport | Zair | Parkstadion, Gelsenkirchen Widzów: 20 000 Sędzia: Omar Delgado Gómez (Kolumbia) |
|                            | |                |      |                                                                                 |

| 18 czerwca 1974 19:30 CEST | Szkocja | 0−0raport | Brazylia | Waldstadion, Frankfurt Widzów: 50 000 Sędzia: Arie van Gemert (Holandia) |
|                            |         |           |          |                                                                          |

| 22 czerwca 1974 16:00 CEST | Szkocja · Jordan 88' | 1−1(0−0)raport | Jugosławia · Karasi 81' | Waldstadion, Frankfurt Widzów: 60 000 Sędzia: González Archundía (Meksyk) |
|                            |                      |                |                         |                                                                           |

| 22 czerwca 1974 16:00 CEST | Zair | 0−3(0−1)raport | Brazylia · Jairzinho 12' · Rivelino 66' · Valdomiro 79' | Parkstadion, Gelsenkirchen Widzów: 35 000 Sędzia: Nicolae Rainea (Rumunia) |
|                            |      |                |                                                         |                                                                            |

### Grupa C
| Zespół   | M | W | R | P | Br+ | Br− | +/− | Pkt |
| -------- | - | - | - | - | --- | --- | --- | --- |
| Holandia | 3 | 2 | 1 | 0 | 6   | 1   | +5  | 5   |
| Szwecja  | 3 | 1 | 2 | 0 | 3   | 0   | +3  | 4   |
| Bułgaria | 3 | 0 | 2 | 1 | 2   | 5   | -3  | 2   |
| Urugwaj  | 3 | 0 | 1 | 2 | 1   | 6   | -5  | 1   |

| 15 czerwca 1974 16:00 CEST | Urugwaj | 0−2(0−1)raport | Holandia · Rep 16' 86' | Niedersachsenstadion, Hanower Widzów: 53 700 Sędzia: Károly Palotai (Węgry) |
|                            |         |                |                        |                                                                             |

| 15 czerwca 1974 16:00 CEST | Szwecja | 0−0(0−0)raport | Bułgaria | Rheinstadion, Düsseldorf Widzów: 22 500 Sędzia: Edison Perez Nunez (Peru) |
|                            |         |                |          |                                                                           |

| 19 czerwca 1974 19:30 CEST | Urugwaj · Pavoni 87' | 1−1(0−0)raport | Bułgaria · Bonew 75' | Niedersachsenstadion, Hanower Widzów: 12 000 Sędzia: Jack Taylor (Anglia) |
|                            |                      |                |                      |                                                                           |

| 19 czerwca 1974 19:30 CEST | Holandia | 0−0(0−0)raport | Szwecja | Westfalenstadion, Dortmund Widzów: 53 700 Sędzia: Werner Winsemann (Kanada) |
|                            |          |                |         |                                                                             |

| 23 czerwca 1974 16:00 CEST | Holandia · Neeskens 5' (k.) 44' (k.) · Rep 71' · de Jong 88' | 4−1(2−0)raport | Bułgaria · Krol 78' (sam) | Westfalenstadion, Dortmund Widzów: 52 100 Sędzia: Tony Boskovic (Australia) |
|                            |                                                              |                |                           |                                                                             |

| 23 czerwca 1974 16:00 CEST | Szwecja · Edström 46' 77' · Sandberg 74' | 3−0(0−0)raport | Urugwaj | Rheinstadion, Düsseldorf Widzów: 27 100 Sędzia: Erich Linemayr (Austria) |
|                            |                                          |                |         |                                                                          |

### Grupa D

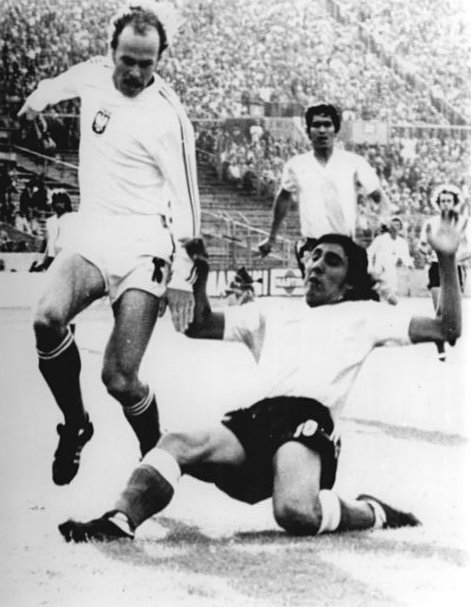
Grzegorz Lato podczas wygranego 3:2 meczu z Argentyną

| Zespół    | M | W | R | P | Br+ | Br− | +/− | Pkt |
| --------- | - | - | - | - | --- | --- | --- | --- |
| Polska    | 3 | 3 | 0 | 0 | 12  | 3   | +9  | 6   |
| Argentyna | 3 | 1 | 1 | 1 | 7   | 5   | +2  | 3   |
| Włochy    | 3 | 1 | 1 | 1 | 5   | 4   | +1  | 3   |
| Haiti     | 3 | 0 | 0 | 3 | 2   | 14  | -12 | 0   |

| 15 czerwca 1974 16:00 CEST | Włochy · Rivera 52' · Benetti 64' · Anastasi 78' | 3−1(0−0)raport | Haiti · Sanon 46' | Stadion Olimpijski, Monachium Widzów: 51 100 Sędzia: Vicente Llobregat (Wenezuela) |
|                            |                                                  |                |                   |                                                                                    |

| 15 czerwca 1974 18:00 CEST | Polska · Lato 7' 62' · Szarmach 8' | 3−2(2−0)raport | Argentyna · Heredia 60' · Babington 66' | Neckarstadion, Stuttgart Widzów: 31 500 Sędzia: Clive Thomas (Walia) |
|                            |                                    |                |                                         |                                                                      |

| 19 czerwca 1974 19:30 CEST | Argentyna · Houseman 20' | 1−1(1−1)raport | Włochy · Perfumo 35' (sam.) | Neckarstadion, Stuttgart Widzów: 68 900 Sędzia: Rudi Glöckner (NRD) |
|                            |                          |                |                             |                                                                     |

| 19 czerwca 1974 19:30 CEST | Haiti | 0−7(0−5)raport | Polska · Lato 17' 87' · Deyna 18' · Szarmach 30' 34' 50' · Gorgoń 31' | Stadion Olimpijski, Monachium Widzów: 23 400 Sędzia: Govindasamay Suppiah (Singapur) |
|                            |       |                |                                                                       |                                                                                      |

| 23 czerwca 1974 16:00 CEST | Argentyna · Yazalde 15' 68' · Houseman 18' · Ayala 55' | 4−1(2−0)raport | Haiti · Sanon 63' | Stadion Olimpijski, Monachium Widzów: 24 000 Sędzia: Pablo Sanchez Ibanez (Hiszpania) |
|                            |                                                        |                |                   |                                                                                       |

| 23 czerwca 1974 16:00 CEST | Polska · Szarmach 38' · Deyna 44' | 2−1(2−0)raport | Włochy · Capello 85' | Neckarstadion, Stuttgart Widzów: 68 900 Sędzia: Hans-Joachim Weyland (RFN) |
|                            |                                   |                |                      |                                                                            |

## Druga runda

### Grupa 1
| Zespół    | M | W | R | P | Br+ | Br− | +/− | Pkt |
| --------- | - | - | - | - | --- | --- | --- | --- |
| Holandia  | 3 | 3 | 0 | 0 | 8   | 0   | +8  | 6   |
| Brazylia  | 3 | 2 | 0 | 1 | 3   | 3   | 0   | 4   |
| NRD       | 3 | 0 | 1 | 2 | 1   | 4   | -3  | 1   |
| Argentyna | 3 | 0 | 1 | 2 | 2   | 7   | -5  | 1   |

| 26 czerwca 1974 19:30 CEST | Holandia · Cruijff 11' 90' · Krol 25' · Rep 73' | 4−0(2−0)raport | Argentyna | Parkstadion, Gelsenkirchen Widzów: 55 348 Sędzia: Bob Davidson (Szkocja) |
|                            |                                                 |                |           |                                                                          |

| 26 czerwca 1974 19:30 CEST | Brazylia · Rivelino 60' | 1−0(0−0)raport | NRD | Niedersachsenstadion, Hanower Widzów: 58 463 Sędzia: Clive Thomas (Walia) |
|                            |                         |                |     |                                                                           |

| 30 czerwca 1974 16:00 CEST | NRD | 0−2(0−1)raport | Holandia · Neeskens 7' · Rensenbrink 59' | Parkstadion, Gelsenkirchen Widzów: 67 148 Sędzia: Rudolf Scheurer (Szwajcaria) |
|                            |     |                |                                          |                                                                                |

| 30 czerwca 1974 16:00 CEST | Argentyna · Brindisi 35' | 1−2(1−1)raport | Brazylia · Rivelino 32' · Jairzinho 49' | Niedersachsenstadion, Hanower Widzów: 38 000 Sędzia: Vital Loraux (Belgia) |
|                            |                          |                |                                         |                                                                            |

| 3 lipca 1974 19:30 CEST | Argentyna · Houseman 20' | 1−1(1−1)raport | NRD · Streich 14' | Parkstadion, Gelsenkirchen Widzów: 53 054 Sędzia: Jack Taylor (Anglia) |
|                         |                          |                |                   |                                                                        |

| 3 lipca 1974 19:30 CEST | Holandia · Neeskens 50' · Cruijff 65' | 2−0(0−0)raport | Brazylia | Westfalenstadion, Dortmund Widzów: 52 500 Sędzia: Kurt Tschenscher (RFN) |
|                         |                                       |                |          |                                                                          |

Holandia wygrywając grupę awansowała do finału, Brazylijczykom – obrońcom tytułu został tylko mecz o 3. miejsce.

### Grupa 2
| Zespół     | M | W | R | P | Br+ | Br− | +/− | Pkt |
| ---------- | - | - | - | - | --- | --- | --- | --- |
| RFN        | 3 | 3 | 0 | 0 | 7   | 2   | +5  | 6   |
| Polska     | 3 | 2 | 0 | 1 | 3   | 2   | +1  | 4   |
| Szwecja    | 3 | 1 | 0 | 2 | 4   | 6   | -2  | 2   |
| Jugosławia | 3 | 0 | 0 | 3 | 2   | 6   | -4  | 0   |

| 26 czerwca 1974 16:00 CEST | Jugosławia | 0−2(0−1)raport | RFN · Breitner 39' · Müller 82' | Rheinstadion, Düsseldorf Widzów: 66 085 Sędzia: Armando Marques (Brazylia) |
|                            |            |                |                                 |                                                                            |

| 26 czerwca 1974 19:30 CEST | Szwecja | 0−1(0−1)raport | Polska · Lato 43' | Neckarstadion, Stuttgart Widzów: 43 755 Sędzia: Ramon Barreto (Urugwaj) |
|                            |         |                |                   |                                                                         |

| 30 czerwca 1974 19:30 CEST | Polska · Deyna 24' (k.) · Lato 62' | 2−1(1−1)raport | Jugosławia · Karasi 43' | Waldstadion, Frankfurt Widzów: 55 000 Sędzia: Rudi Glöckner (NRD) |
|                            |                                    |                |                         |                                                                   |

| 30 czerwca 1974 19:30 CEST | RFN · Overath 51' · Bonhof 52' · Grabowski 76' · Hoeness 89' (k.) | 4−2(0−1)raport | Szwecja · Edström 24' · Sandberg 53' | Rheinstadion, Düsseldorf Widzów: 66 500 Sędzia: Nicolae Rainea (Rumunia) |
|                            |                                                                   |                |                                      |                                                                          |

| 3 lipca 1974 16:30 CEST | Polska | 0−1(0−0)raport | RFN · Müller 76' | Waldstadion, Frankfurt Widzów: 59 000 Sędzia: Erich Linemayr (Austria) |
|                         |        |                |                  |                                                                        |

| 3 lipca 1974 19:30 CEST | Szwecja · Edström 29' · Torstensson 85' | 2−1(1−1)raport | Jugosławia · Šurjak 27' | Rheinstadion, Düsseldorf Widzów: 40 000 Sędzia: Luis Pestarino (Argentyna) |
|                         |                                         |                |                         |                                                                            |

#### „Mecz na wodzie”
Mecz pomiędzy reprezentacją Polski a reprezentacją Niemiec Zachodnich rozgrywany był w trudnych warunkach. Przed meczem nad stadionem we Frankfurcie nad Menem przeszła ulewa. Boiska, mimo starań organizatorów, nie udało się całkowicie osuszyć, a sędziowie zezwolili na rozegranie meczu w takich warunkach. Mecz ten przeszedł do historii piłki nożnej jako Mecz na wodzie. W 53. minucie meczu Jan Tomaszewski obronił strzał oddany przez rywala z rzutu karnego. Jedynego gola w tym meczu strzelił Gerd Müller w 76. minucie.
Reprezentacja Niemiec Zachodnich dzięki zwycięstwu odniesionemu nad reprezentacją Polski wygrała grupę i awansowała do finału. Reprezentacja Polski wystąpiła w meczu o 3. miejsce.

## Mecz o 3. miejsce
W meczu o 3. miejsce reprezentacja Polski zmierzyła się z reprezentacją Brazylii. „Biało-Czerwoni” prowadzeni przez Kazimierza Górskiego pokonali reprezentację Brazylii 1−0 (0−0), a jedynego gola w tym meczu zdobył Grzegorz Lato w 76. minucie. Piłkarz reprezentacji Polski został królem strzelców z 7 golami na koncie.
| 6 lipca 1974 16:00 CEST | Brazylia | 0−1(0−0)raport | Polska · Lato 76' | Stadion Olimpijski, Monachium Widzów: 74 134 Sędzia: Aurelio Angonese (Włochy) |
|                         |          |                |                   |                                                                                |

Reprezentacja Polski
Jan Tomaszewski – Antoni Szymanowski, Jerzy Gorgoń, Władysław Żmuda, Adam Musiał, Zygmunt Maszczyk, Kazimierz Deyna (K), Henryk Kasperczak (Lesław Ćmikiewicz), Grzegorz Lato, Andrzej Szarmach (Zdzisław Kapka), Robert Gadocha
Reprezentacja Brazylii
Émerson Leão – Zé Maria, Alfredo, Marinho Peres (K), Marinho Chagas, Paulo César Carpegiani, Rivelino, Ademir da Guia (Mirandinha), Valdomiro Vaz Franco, Jairzinho, Dirceu

## Finał
Turniej wygrali piłkarze gospodarzy pokonując w finale 2−1 reprezentację Holandii. Dla reprezentacji Holandii gola strzelił Johan Neeskens z rzutu karnego w 2. minucie. Gole dla reprezentacji Niemiec Zachodnich zdobyli Paul Breitner (25. minuta, rzut karny) oraz Gerd Müller (43. minuta).
Po meczu Johan Cruijff został ukarany czerwoną kartką za dyskusje z arbitrem.
| 7 lipca 1974 16:00 CEST | Holandia · Neeskens 2' (k.) | 1−2(1−2)raport | RFN · Breitner 25' (k.) · Müller 43' | Stadion Olimpijski, Monachium Widzów: 75 200 Sędzia: Jack Taylor (Anglia) |
|                         |                             |                |                                      |                                                                           |

Reprezentacja Niemiec Zachodnich:

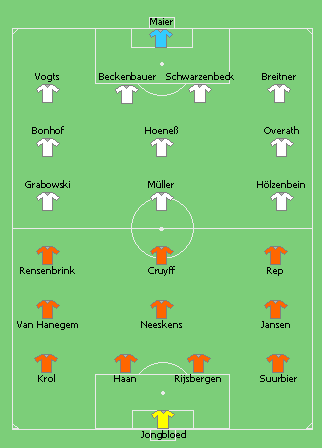
Ustawienie podczas meczu

Sepp Maier – Berti Vogts, Franz Beckenbauer (K), Hans-Georg Schwarzenbeck, Paul Breitner – Rainer Bonhof, Uli Hoeneß, Wolfgang Overath – Jürgen Grabowski, Gerd Müller, Bernd Hölzenbein
Holandia:
Jan Jongbloed – Wim Suurbier, Wim Rijsbergen (68. Theo de Jong), Arie Haan, Ruud Krol – Wim Jansen, Johan Neeskens, Willem van Hanegem – Johnny Rep, Johan Cruijff (K), Rob Rensenbrink (46. René van de Kerkhof)
Piłkarze reprezentacji Niemiec Zachodnich wygrali Mistrzostwa Świata po raz drugi w historii, przedtem triumfowali w roku 1954 w Szwajcarii.

## Klasyfikacja strzelców turnieju

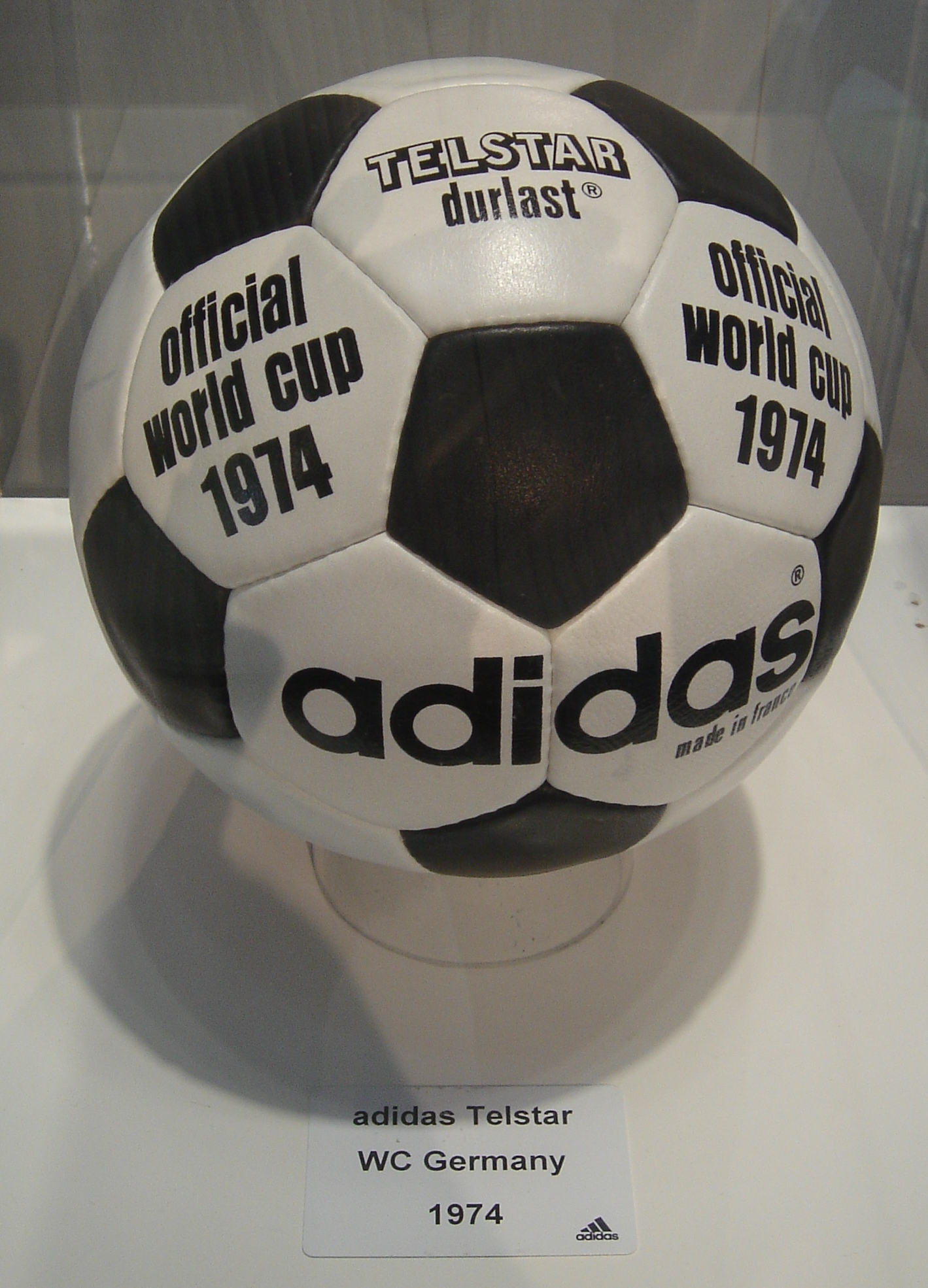
Adidas Telstar – jedna z dwóch oficjalnych piłek mundialu w Niemczech

7 goli
- Grzegorz Lato

5 goli
- Johan Neeskens
- Andrzej Szarmach

4 gole
- Gerd Müller
- Johnny Rep
- Ralf Edström

3 gole
- René Houseman
- Roberto Rivelino
- Paul Breitner
- Johan Cruijff
- Dušan Bajević
- Kazimierz Deyna